# Balaj
Balaj (albanska: Balaj, serbiska: Balić är en by i Kosovo. Den ligger i kommunen Ferizaj. Enligt den senaste folkräkningen år 2011 fanns det 992 invånare i byn.

## Demografi
| Demografi | 2011 |
| --------- | ---- |
| albaner   | 992  |